# Westcott (Buckinghamshire)
Pour les articles homonymes, voir Westcott.
Westcott est une paroisse civile et un village du Buckinghamshire, en Angleterre.